# Шелазький
70°6′19.44″ пн. ш. 170°25′41.99″ сх. д. / 70.1054000° пн. ш. 170.4283306° сх. д.
Шелазький — найпівнічніший мис Чукотки, омивається водами Східно-Сибірського моря. Видається в море на 9 км.

## Історичні відомості
Відкритий Семеном Дежньовим 1648 року (тут розбився один з кочів експедиції) і був названий мисом Перший Святий Ніс. 1649 року сюди ймовірно дійшов козачий десятник Михайло Стадухін, а його однофамілець Тарас Васильович Стадухін — 1660 року (за іншими відомостями — 1700 року). Останній назвав мис Великим Чукотським. У 1760-ті роки тут загинув купець Микита Шалауров.
Під час експедиції Ф. П. Врангеля (1820—1824) складено опис мису, згідно з яким він складається з високих скель — «ці скелі складаються з дрібнозернистого граніту, змішаного з зеленуватим шпатом, темно-зеленою роговою блідою і слюдою». Тоді ж затверджено сучасну назву мису від етноніма шелаги, витісненого чукчами роду юкагірів, племені чуванців, що жив у цьому місці. Учасник експедиції Врангеля доктор А. Е. Кібер вказує, що шелаги пішли на схід від мису Шелазького. О. О. Бурикін вважає інтерпретацію шелагів як окремого народу помилковою і, що шелаги — це чукчі, які жили на річці Чаун.
Згідно із записами Врангеля легендарні онкілони займали берег від мису Шелазького до Берингової протоки.
Чукотська назва мису — Єррі або Итрін. Ескімоською мис називається Еррі.

## Орнітофауна
На обривистих берегах скелястого мису Шелазького містяться розсіяні гніздування морських птахів — берингового баклана, великих чайок та чистуна.

## Господарська діяльність
На мисі до початку 1980-х років діяла полярна гідрометеостанція «Туманна», а також навігаційний світловий знак Шелазький Західний.

## Клімат
Мис знаходиться у зоні, котра характеризується кліматом полярних пустель. Найтепліший місяць — липень із середньою температурою 3.9 °C (39 °F). Найхолодніший місяць — лютий, із середньою температурою -28.3 °С (-19 °F).
| Клімат мису Шелазький   | Клімат мису Шелазький | Клімат мису Шелазький | Клімат мису Шелазький | Клімат мису Шелазький | Клімат мису Шелазький | Клімат мису Шелазький | Клімат мису Шелазький | Клімат мису Шелазький | Клімат мису Шелазький | Клімат мису Шелазький | Клімат мису Шелазький | Клімат мису Шелазький | Клімат мису Шелазький |
| Показник                | Січ.                  | Лют.                  | Бер.                  | Квіт.                 | Трав.                 | Черв.                 | Лип.                  | Серп.                 | Вер.                  | Жовт.                 | Лист.                 | Груд.                 | Рік                   |
| Абсолютний максимум, °C | 5                     | 5                     | 2                     | 3                     | 12                    | 22                    | 27                    | 22                    | 15                    | 8                     | 2                     | 1                     | 27                    |
| Середній максимум, °C   | −24                   | −25                   | −19                   | −15                   | −1                    | 4                     | 6                     | 4                     | 0                     | −7                    | −15                   | −21                   | −9                    |
| Середня температура, °C | −27                   | −28                   | −23                   | −19                   | −4                    | 2                     | 3                     | 2                     | −1                    | −9                    | −17                   | −24                   | −12                   |
| Середній мінімум, °C    | −30                   | −31                   | −27                   | −24                   | −8                    | 0                     | 1                     | 0                     | −3                    | −12                   | −20                   | −27                   | −15                   |
| Абсолютний мінімум, °C  | −46                   | −46                   | −42                   | −38                   | −31                   | −8                    | −3                    | −7                    | −12                   | −27                   | −38                   | −45                   | −46                   |
| Норма опадів, мм        | 10                    | 0                     | 10                    | 10                    | 20                    | 20                    | 20                    | 40                    | 30                    | 30                    | 20                    | 10                    | 260                   |
| Днів з дощем            | 8                     | 6                     | 6                     | 6                     | 6                     | 3                     | 8                     | 11                    | 10                    | 12                    | 7                     | 5                     | 94                    |
| Вологість повітря, %    | 82                    | 82                    | 81                    | 83                    | 84                    | 86                    | 88                    | 89                    | 88                    | 82                    | 82                    | 78                    | 84                    |
| ----------------------- | --------------------- | --------------------- | --------------------- | --------------------- | --------------------- | --------------------- | --------------------- | --------------------- | --------------------- | --------------------- | --------------------- | --------------------- | --------------------- |
| Джерело: Weatherbase    |                       |                       |                       |                       |                       |                       |                       |                       |                       |                       |                       |                       |                       |

## Авіакатастрофи
10 серпня 1959 року на скелях мису Шелазький розбився літак Лі-2, який виконував аерофотознімання льодової обстановки. Внаслідок катастрофи з 10 осіб, що перебували на борту, загинуло семеро.

## В літературі
У повісті Булгаріна «Правдоподібні небилиці» (1824) в майбутньому на Шелазькому мисі буде побудовано місто Надєжин з власним університетом.